# Chambeshi-floden
Chambeshi-floden (eller Chambezi) i det nordøstlige Zambia er den mest fjerneste hovedstrøm af Congo-floden, og derfor betragtes den som kilden til Congo-floden. (Men efter vandvolumen er Lualabafloden den største kildeflod til Congo.)
Chambeshi har sit udspring som en å i bjergene i det nordøstlige Zambia nær Tanganyika-søen i en højde af 1.760 meter over havets overflade. Den løber 480 km ind til Bangweulusumpene, som er en del af Bangweulusøen. Ved slutningen af regntiden i maj giver floden en oversvømmelse, som genopfylder vådområderne og oversvømmer de zambesiske græsarealer mod sydøst. Vandet løber derefter ud af vådområderne og fortsætter som Luapula-floden.
På mere end 100 km af sin længde, hvor den løber øst for Kasama, består floden af en labyrint af kanaler i omkring 2 km brede vådområder, på en flodslette der er op til 25 km bred. Længere nedstrøms, hvor en bro der bærer Kasama-Mpika-vejen og Tazara-jernbanen, er den permanente hovedkanal omkring 100 m bred og op til 400 m bred under oversvømmelserne.